# Owen Wright
Owen Wright (Culburra Beach, 10 de dezembro de 1990) é um surfista profissional australiano que está na ASP World Tour. A irmã dele, a Tyler Wright também é da ASP World Tour. Aos 20 anos, Owen entrou na elite do surfe mundial em 2010. Com 1,90m e aparentando ser um pouco desengonçado, se destaca nos tubos e nas fortes batidas de backside (quando surfa de costas para a onda). Logo no ano de estreia, acabou na sétima posição. Na temporada seguinte, brigou pelo título mundial até o fim e acabou em terceiro.

## Carreira
Após alguns anos irregulares, brihou em 2015, com direito a uma bateria perfeita na final do CT das Ilhas Fiji, tirando duas notas 10 para vencer o campeonato de maneira incontestável. Owen Wright consagrou-se como o primeiro surfista a fazer duas baterias perfeitas em um mesmo campeonato no Fiji Pro 2015, no Round 5 e na Final.

## Títulos
| Títulos no ASP World Tour |                           |                          |           |
| Ano                       | Evento                    | Local                    | País      |
| 2011                      | Quiksilver Pro New York   | Long Island, Nova Iorque | USA       |
| 2015                      | Fiji Pro                  | Tavarua, Fiji            | Fiji      |
| 2017                      | Quiksilver Pro Gold Coast | Gold Coast, Austrália    | Austrália |
| 2019                      | Billabong Pro Teahupoo    | Teahupo'o, Taiti         | Taiti     |

## Acidente 2015
Dezembro de 2015. Candidato ao título mundial, Owen Wright é atingido por uma série de ondas pesadas em Pipeline, enquanto treinava para a última etapa daquele ano. O australiano deixa o mar e vai descansar na casa onde está hospedado. Acorda desorientado, com dificuldade de respirar, e é levado a um hospital na ilha havaiana de Oahu, onde é diagnosticado com uma concussão cerebral. Começava ali um drama que duraria 15 meses de muitas incertezas e terminaria com uma das maiores recuperações da história do esporte. A verdade é que o mundo do surfe aguardava ansioso e preocupado pelo retorno de Owen. Durante o ano passado, o australiano ficou longe dos holofotes durante sua recuperação. Três meses após a lesão em Pipeline, ele voltou a surfar pela primeira vez, mas, como confessou nas redes sociais, sem sequer conseguir ficar em pé sobre a prancha. 
" Em muitos momentos eu pensei que não voltaria. Foi toda uma montanha russa de emoções e dúvidas. A lesão foi na minha cabeça. Mas trabalhei muito. E ainda estou trabalhando, fazendo fisioterapia todos os dias. A expectativa é estar melhor a partir do meio do ano. Mas meus médicos foram a favor do meu retorno desde o começo do ano. Se não desse certo, eu parava de novo, mas ao menos eu teria tentado. Eu queria apenas ficar de pé e fazer algumas manobras, sabe? Uma batida aqui, outra ali. Só isso já me deixaria feliz. Eu não esperava voltar tão bem. " completou o surfista.